# Александер Зельверович

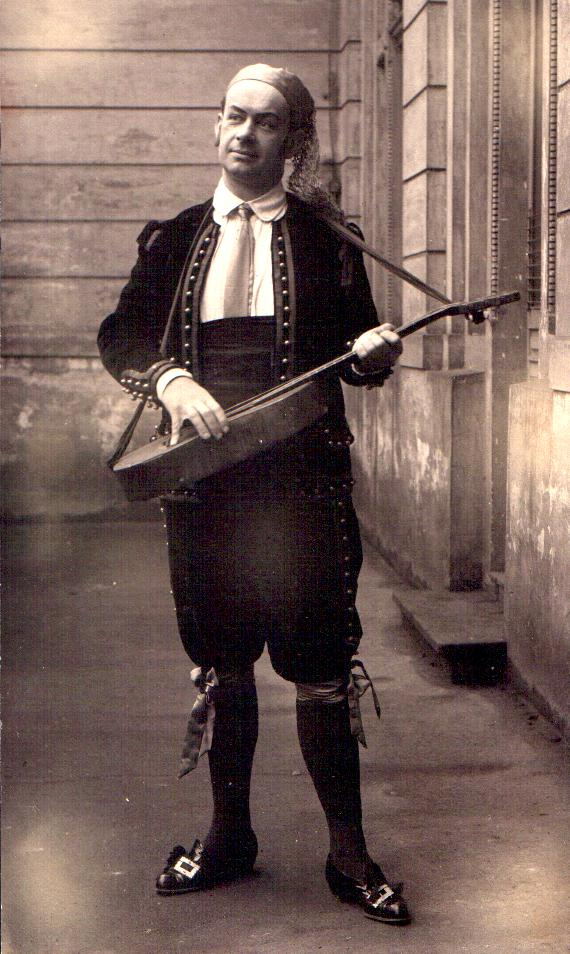
А. Зельверович у ролі Фігаро в Севільскому цирульнику Бомарше; Краківський театр, 1917

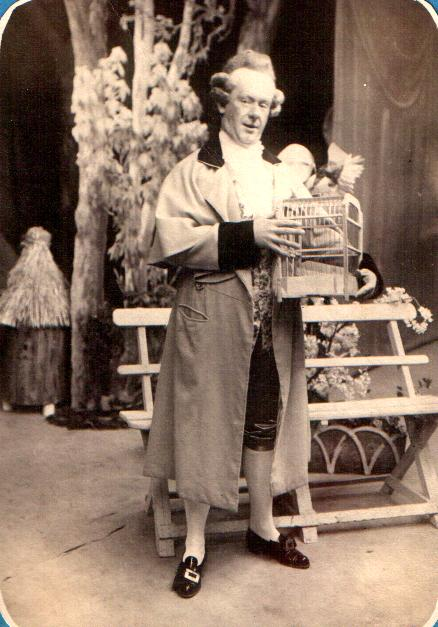
А. Зельверович в ролі Камергера в Панову Йовяльському А. Фредро, Краківський театр, 1918

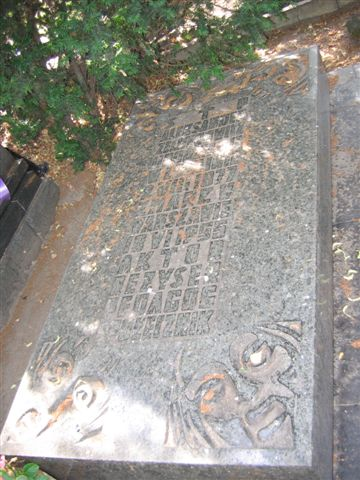
Могила Зельверовича на цвинтарі Військові Повонзки у Варшаві

Алекса́ндер Зельверо́вич (пол. Aleksander Zelwerowicz; 7 серпня 1877, Люблін, Польща — 17 червня 1955, Варшава, Польща) — польський актор, режисер, театральний діяч, педагог.

## Біографія
Александер Зельверович народився 7 серпня 1877 року в Любліні в сім'ї лікаря. Уперше виступив на сцені ще коли був учнем гімназії у 1890 році (роль Слуги в «Комедії помилок» В. Шекспіра) під час гастролей лодзької трупи Міхала Воловського у Варшаві. У 1897 році закінчив драматичну студію при Варшавському музичному товаристві. Вивчав літературу і суспільні науки в Женевському університеті (1898-99). У 1899 році, перервавши заняття в університеті, Зельверович почав артистичну діяльність в Лодзі. У 1900 році поступив у Краківський театр, де разом з виконанням фарсово-комедійних ролей створив значні драматичні образи; був першим виконавцем ролі Каспера («Весілля» Станіслава Виспянського, 1900), пізніше у цій же п'єсі виступив в ролі Чепеца; в «Дзядах» А. Міцкевича (постановка Виспянського) виконав ролі ксьондза Петра і Байкова, в п'єсах Юліуша Словацького грав Грабеца («Балладіна», 1902) і Майора («Фантазій», 1907).
Під час перебування в Росії у 1908 році Александр Зельверович зустрічався з Максимом Горьким і К. Станіславським, відвідував спектаклі МХАТу, що значно вплинуло на його творчість. У 1908—1911 роках керував театром в Лодзі, у 1911-13 працював в «Об'єднаному театрі» (театр «З'єдночони») у Варшаві, де поставив «Весілля» Виспянського (1911), «Іридіон» З. Красінського (1912, виконав роль Масінісси). У 1913—1955 роках з перервами працював у «Польському театрі» (Варшава), де поставив вистави «Лісістрата» Арістофана (1913), «Юлій Цезар» (1914) і «Сон літньої ночі» (1923) Шекспіра, «Живий труп» (за Л. Толстим, 1916, виконав роль Протасова); «Пан Йовяльський» А. Фредро (1923, роль камергера), «Розтратники» Віталія Катаєва (1932, роль Прохорова) та ін.
3ельверович був режисером в театрах Кракова (1917-18), Варшави («Розмаїтості» і «Редута», 1919-20), Лодзі (1920-21). У 1925-26 роках разом з Л. Шиллером і В. Хожицей керував Театром імені Богуславського у Варшаві, де поставив «Ревізора» Гоголя та виконав у цій постановці роль Городничого. У 1929—1931 роках керував театром у Вільно. У 1932-му у варшавському театрі «Вельки» поставив оперу «Севільський цирульник».
Під час німецької окупації Польщі під час Другої світової війни 3ельверович перервав свою творчу діяльність, працював касиром у Будинку інвалідів війни і директором Будинку престарілих. Після війни грав у театрі Війська польського в Лодзі, потім у Катовицях і Кракові. З 1947 року і до кінця життя був актором варшавського Польського театру.
Александр 3ельверович є автором низки статей, в яких виступав проти натуралістичних тенденцій у театрі. З 1912 займався педагогічною діяльністю; у 1945-47 керував Вищим театрально школою в Лодзі, був почесним ректором Вищої театральної школи у Варшаві.
Окрім театральної діяльності Александр Зельверович також знімався у кіно.
Александр Зельверович двічі був відзначений Державною премією Польської Народної республіки: у 1950 році — за творчу і педагогічну діяльність, у 1951-му — за виконання ролі Яскровича (у постановці «Історії гріха» С. Жеромського в театрі «Камеральни»).

## Пам'ять
У 1955 році ім'я Александара Зельверовича надано Державній вищій школі театрального мистецтва у Варшаві (зараз Театральна академія імені Александра Зельверовича). З 1985 року редакція щомісячника «Театр» присуджує нагороди імені Олександр Зельверовича за найкращі жіночу і чоловічу ролі театрального сезону.

## Фільмографія
- 1913: Оборона Ченстохова / Obrona Częstochowy … Ян Онуфрій Заглоба
- 1916: Варшавська безпека та її таємниці / Ochrana warszawska i jej tajemnice … Запольський, батько Галини
- 1928: Ураган / Huragan … Александр В'єлопольський
- 1929: Сильна людина / Mocny człowiek … редактор
- 1932: Княгиня Ловіч / Księzna Łowicka … батько Йоанни, Бронек
- 1932: Палац на колесах / Pałac na kółkach … Франческо
- 1933: Історія гріха / Dzieje grzechu … хірург
- 1934: Пробудження / Przebudzenie … пан Плонський
- 1935: Дві Йоасі / Dwie Joasie … Ковальський
- 1935: Кохання випускниці / Miłość maturzystki … пан Плонський
- 1938: Верес / Wrzos … Шпановський, батько Казії
- 1938: Люди Вісли / Ludzie Wisły … Полонський
- 1938: Кордон / Granica … Валерій Жембевич
- 1939: Три серця / Trzy serca … дядько Северин
- 1939: Доктор Мурек / Doktór Murek … директор Яцек Чабран
- 1939: Дружина і не дружина / Żona i nie żona
- 1957: Дві години / Dwie godziny … сусіда Марека